# ブラッド・ニストル
ブラッド・ニストル（Vlad Nistor、1994年3月26日 - ）は、ルーマニアのラグビーユニオン選手。

## プロフィール
- ルーマニア、グラ・フモルルイ出身[1]。
- ポジションはロック(LO)、フランカー(FL)、ナンバーエイト(No.8)。
- 身長 191cm、体重 105kg
- ルーマニア代表通算キャップ数は25でラグビーワールドカップ2015のルーマニア代表に選ばれた[2]。

## 略歴
カストル・オランピックを経て、2016年、SCアルビに加入。